# Asociación Internacional para Instalaciones Deportivas y Recreativas
La Asociación Internacional para Instalaciones Deportivas y Recreativas (IAKS) es una asociación sin ánimo de lucro en el ámbito de la construcción de instalaciones deportivas y recreativas.
La IAKS fue fundada en Colonia en 1965. Es la única organización sin ánimo de lucro que trata el tema de la construcción de instalaciones deportivas a nivel mundial y por este motivo el Comité Olímpico Internacional (COI) le otorgó el título de "Recognised Organisation".
Los presidentes fueron (actualizado en el 2016): Willi Weyer (1965-1985), Günter Heidecke (1985-1990), Erich Schumann (1990-1997), Dr. Stephan J. Holthoff-Pförtner (1997-2015) y Dr. Stefan Kannewischer (desde 2015).
Existen siete secciones de la IAKS a nivel mundial: Alemania, Japón, Latinoamérica y el Caribe, Polonia, Rusia, Suiza y España (actualizado en el 2016).

## Actividades
La IAKS colabora con el COI y además con el Comité Paralímpico Internacional (CPI), el Sportaccord), el Consejo Internacional para la Ciencia del Deporte y la Educación Física (ICSSPE) y la Unión Internacional de Arquitectos (UIA), programa deportivo y recreativo. Además mantiene contactos con asociaciones técnicas internacionales de deportes y Comités Olímpicos nacionales y las Naciones Unidas la ha incorporado en la lista de las ONGs consultivas del Comité Económico y Social (UN-ECOSOC).
Objetivos y funciones de la IAKS son la creación de una plataforma para la planificación y construcción, el equipamiento y la modernización, la financiación y gestión de instalaciones deportivas y recreativas, así como la colaboración en el desarrollo de normas y directrices en Alemania y Europa. La IAKS publica también la revista "construcciones de instalaciones deportivas y piscinas" (sb), organiza jornadas y exposiciones y concede el premio internacional de arquitectura para construcciones deportivas y recreativas modélicas, el COI/IAKS Award y el Premio Especial CPI/IAKS.
Arquitectos e ingenieros, corporaciones, así como asociaciones de economía, organizaciones deportivas, ministerios del deporte, de educación o de la construcción, administraciones municipales y también universidades y otros institutos educativos son socios y colaboradores de la IAKS.
La finalidad de la IAKS consiste en especial en promover el deporte al más amplio nivel a base de recoger, evaluar, transferir y, cuando sea necesario, coordinar las experiencias, fundamentos y resultados de investigación ganados al planificar, construir, equipar y explotar instalaciones deportivas y recreativas de todo tipo. En relación con esto se han de tener en cuenta los aspectos sociales relevantes en el más amplio sentido, tales como, p.ej., arquitectura y técnica, ciencias de la actividad física y del deporte, economía y ecología. Apoya el desarrollo en estos campos también mediante investigación y asesoramiento.

## Congresos
La IAKS organiza un Congreso internacional para la planificación, construcción, modernización y gestión de instalaciones deportivas y recreativas cada dos años, desde 1969. Este Congreso se celebra en el marco de la "Feria Monográfica Internacional de Espacios Libres, Deportes y Piscinas” (FSB) en Colonia. El Congreso de la IAKS se celebra bajo la égida del COI, del IPC y del Ministerio Federal del Interior.
El XXIV Congreso de la IAKS para la planificación, construcción, modernización y gestión de instalaciones deportivas y recreativas se celebrará en Colonia entre el 07 y el 10 de noviembre de 2017. ¡Se recibirán más de 15.000 especialistas de todo el mundo en este Congreso de la IAKS y la Feria Monográfica Internacional de Espacios Libres, Deportes y Piscinas (FSB)!
El Congreso de la IAKS tratará las más recientes experiencias, tecnologías, tendencias y perspectivas relacionadas con la infraestructura deportiva y recreativa.

## Premio COI/IAKS y Premio especial CPI/IAKS
El Premio COI/IAKS es el único premio internacional de arquitectura para instalaciones deportivas y recreativas de funcionamiento ya probado en la práctica. Desde 1987 se premia cada dos años a las instalaciones deportivas modélicas por su diseño y al mismo tiempo por su valor funcional. Las instalaciones premiadas pueden ser nuevas construcciones y también ampliaciones o modernizaciones de instalaciones ya existentes. El concurso es convocado por el COI y la IAKS.
La IAKS y el CPI otorgan también el Premio Especial CPI/IAKS para instalaciones deportivas adecuadas para minusválidos. El Premio Especial IPC/IAKS tiene por objetivo fomentar la accesibilidad a instalaciones deportivas y todo tipo de edificaciones, para que también personas minusválidas tengan la oportunidad de ejercer deporte ellas mismas, o de asistir como espectadores sin dificultades ni barreras.

## Publicaciones
La IAKS publica la revista técnica “construcción de instalaciones deportivas y recreativas” cada dos meses desde 1967, teniendo como temas principales los más variados del área de la arquitectura deportiva. La IAKS también ha publicado los fundamentos de planificación para la construcción de muy variados tipos de instalaciones deportivas y recreativas.